# Pitido
Un pitido es un sonido corto y simple, de frecuencia aguda, que emiten las computadoras u otras máquinas. El término se origina a través de una onomatopeya. La palabra "bip-bip" se utilizó para describir el ruido de la bocina de un automóvil en 1929, y el uso moderno de "bip" para un sonido agudo se atribuye a Arthur C. Clarke en 1951.

## Uso en computadoras
En algunos terminales de computadora, el código de carácter ASCII 7 o carácter de campana, emite un pitido sonoro. El pitido también se utiliza a veces para avisar al usuario cuando la BIOS no funciona o hay algún otro error durante el proceso de arranque, a menudo durante la autoprueba de arranque (POST). También se produce un pitido cuando se mantienen presionadas varias teclas al mismo tiempo, ya que a veces la computadora no puede gestionar los procesos.